# Georges Warocqué

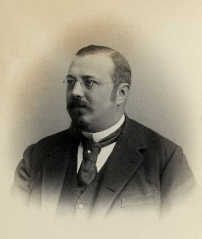

Georges Abel Louis Warocqué (Morlanwelz, 29 oktober 1860 - Beijing, 22 oktober 1899) was een Belgisch industrieel, volksvertegenwoordiger en burgemeester uit de Henegouwse familie Warocqué.

## Levensloop
Hij was een zoon van Arthur Warocqué en Marie-Louise Orville. Hij trouwde met Jeanne Parmentier. Hij behoorde tot een familie van groot-industriëlen, eigenaars van steenkoolmijnen en werd afgevaardigd bestuurder van de steenkoolmijnen van Mariemont en van Bascoup.
In 1886 werd hij verkozen tot liberaal volksvertegenwoordiger van het arrondissement Thuin en vervulde dit mandaat tot in 1898. Hij was ook burgemeester van Morlanwelz, zoals voor hem zijn vader, zijn grootvader en zijn oom, en na hem zijn broer. 
Warocqué volgde de levenshouding van zijn werkzame en moreel hoogstaande voorvaders niet en liet zich gaan in een buitensporig opgaan in kansspelen, paardenwedrennen en het kweken van orchideeën. Hij begon aardig het familiaal fortuin er door te jagen. Hij stierf jong tijdens een commerciële reis in China die zijn familie hem had opgelegd. Zijn broer Raoul Warocqué saneerde de toestand en herstelde het zakenimperium.
In Morlanwelz bevindt zich een Place Georges Warocqué.